# Tsogni
Tsogni est une ville du Gabon dans la province de la Nyanga. Sa population s'élevait à 12 977 habitants en 2010.